# Palterndorf-Dobermannsdorf
Palterndorf-Dobermannsdorf – gmina targowa w Austrii, w kraju związkowym Dolna Austria, w powiecie Gänserndorf. Według Austriackiego Urzędu Statystycznego liczyła 1 263 mieszkańców (1 stycznia 2014).